# 薩姆塞爾山
70°24′S 63°15′W / 70.400°S 63.250°W
薩姆塞爾山（英語：Mount Samsel），是南極洲的山峰，位於帕爾默地，處於克利福德冰川北岸，由美國地質調查局繪入地圖，以該國研究隊的生物學家命名，現時由南極條約體系管理。